# Каштіліаш III
Каштіліаш III (д/н — 1470/1450 до н. е.) — цар Вавилону близько 1500—1470/1450 років до н. е.

## Життєпис
Походив з III Вавилонської (Каситської) династії. Син царя Бурна-Буріаша I. Основні відомості про Каштіліаша III містяться в Синхрологічному списку царів та монументальному написі, присвяченому відновленню Сумундарського каналу. Останній, імовірно, відновлено в часи панування цього царя. Напевне, продовжено політику відбудови іригаційної системи, що постраждала внаслідок навали хетів та численних війн у Міжріччі. Також відомо, що багато грошей виділяв на відбудову та утримання храмів, зокрема присвяченому Енлілю.
У його період брат Улам-Буріаш між 1480 і 1460 роками до н. е. (за короткою хронологією — 1415 до н. е.) підкорив державу Країна Моря, де став намісником або молодшим царем. Таким чином, уся Вавилонія опинилася під владою Каситської династії. Сам Каштіліаш III помер через 10 років після цієї події. Йому спадкував брат Улам-Буріаш.